# 楊國樞
楊國樞（1932年12月22日—2018年7月17日），生於中華民國山東省，心理學家，臺大心理系畢業後曾留學美國伊利諾大學並取得博士學位。曾任台灣大學心理學系及心理科學研究中心講座教授。

## 生平
楊國樞出生於山東省諸葛村的一個農村家庭，中學未畢業即因國共內戰，於1947年隨父母移居台灣。
1958年，楊國樞自國立臺灣大學心理學系畢業，赴美國留學，於1967年、1969年分別獲得伊利諾大學文學碩士學位與哲學博士學位，論文為「人格及社會心理學」，並返回台灣，成為台灣首位心理學博士。
1970年代，曾擔任《大學》雜誌總編輯。
1980年，發表專文「心理學研究的中國化：層次與方向」成為推動心理學與社會科學中國化的動力之一。
1989年擔任澄社創社社長，時常批評時政。
返回臺灣後，曾任國立臺灣大學心理學系（所）助教（1959年-1963年）、講師（1963年-1966年）、副教授（1969年-1973年）、教授（1973年-1997年），並曾兼任系主任（1980年-1986年)，他曾經擔任中國心理學會理事長(1977年-1979年）及（1981年-1983年）、中央研究院副院長（1996年-2000年）、國際生命線協會中華民國總會理事長、香港中文大學心理學組高級講師兼主任（1978年-1979年）、中國心理協會理事長、亞洲社會心理學會理事長(1999年-2000年)等職位。
1989年，與自由派學者胡佛、張忠棟、李鴻禧等人共同創辦澄社，要求政府廢止《動員戡亂時期臨時條款》聲明 。
1990年，擔任學術界反對軍人組閣的召集人。
1993年，創辦心理學期刊《本土心理學研究》。
1997年，從台大心理系榮譽退休，與友人創立華人本土心理研究基金會。
1998年，獲選為中央研究院院士，為民族研究所院士。
2002年8月，中央研究院民族學研究所通信研究員。佛光大學心理學系講座教授。
2006年，中原大學心理學系及心理科學研究中心講座教授。
2017年6月，因急性肺炎到萬芳醫院住院。
2018年7月17日，逝世於台大醫院北護分院護理之家。

## 學術專長
楊國樞的學術專長為人格心理學與社會心理學，尤其專注於本土心理學的研究。

## 著作

### 個人著作
- 1991年，《臺灣的社會問題》[1]
- 1993年，《中國人的心理與行為：理念與方法篇》[1]
- 2002年，《華人心理的本土化研究》[1]
- 2005年，《華人本土心理學與華人本土契合性》上、下[1]

### 合著作品
- 與張春興合著，《心理學》

## 榮譽
- 1971年，榮獲第九屆十大傑出青年(學術)獎。
- 1974年及1982年，榮獲中山學術著作獎。
- 1985年-1987年,1987年-1989年,1989年-1991年,1992年-1994年,1994年-1996年，榮獲國家科學委員會傑出研究獎及特約研究獎。
- 1996年-2001年，傑出人才發展基金會傑出人才講座[7]。
- 1998年，榮獲中央研究院（第22屆，人文及社會科學組）院士頭銜。
- 2003年-2006年，教育部國家講座[8]。
- 2008年，榮獲國立臺灣大學傑出校友(學術)獎。

## 外部連結
- 楊國樞在中原大學網頁
- 楊國樞在中央研究院網頁 （页面存档备份，存于）
- 臺大心理系季報訪問楊國樞
- 逝世院士一覽表 （页面存档备份，存于）中央研究院